# Kaspars Briškens
Kaspars Briškens, né le 12 novembre 1982 à Riga (RSS de Lettonie), est un homme politique letton. Il est ministre des Transports de Lettonie du 15 septembre 2023 au 26 février 2025.

## Biographie

### Jeunesse et études
Kaspars Briškens naît le 12 novembre 1982 à Riga, alors en république socialiste soviétique de Lettonie. 
Il est diplômé du programme de baccalauréat international du lycée officiel n. 1 de Riga. En 2005, il obtient une licence en économie et gestion d'entreprise à la Stockholm School of Economics de Riga. En 2011, il décroche un master scientifique en économie à l'université de Stockholm.

### Carrière professionnelle
En 2005, il commence à travailler au ministère des Affaires étrangères. De 2007 à 2011, il est diplomate au sein de l'ambassade de Lettonie en Suède, spécialisé dans les affaires économiques et politiques. La même année, il devient chef adjoint du département du commerce extérieur et des investissements du ministère des Affaires étrangères, qu'il quitte au bout de deux mois pour rejoindre le ministère des Transports en tant que conseiller ministériel.
Pendant quatre ans, de 2011 à 2015, il occupe les fonctions de conseiller ministériel et de secrétaire d'État adjoint au ministère des Transports. Il est coordinateur politique de la coopération en matière de transport et de logistique du Réseau de distribution Nord de l'OTAN, représentant le ministère des Transports. 
De 2013 à 2014, il occupe le poste de directeur exécutif de l'Association lettone de logistique. De 2012 à 2020, il est vice-président du conseil d'administration de la compagnie aérienne nationale AirBaltic. À cette position, il travaille à la restructuration et au développement de l'entreprise, est chargé de la commande d'avions Airbus A220-300, de la recherche d'investisseurs privés et de l'élaboration du plan Destination 2025. 
Depuis 2021, il est membre du conseil d'administration de la société ferroviaire Pasažieru Vilciens.

### Rail Baltica
Kaspars Briškens commence à s'impliquer dans le projet Rail Baltica à partir de 2006, alors qu'il est en service diplomatique en Suède. Il est également été conseiller auprès de deux ministres des Transports. Au sein de l'entreprise RB Rail, en tant que responsable de la stratégie et du développement, il supervise le développement, la commercialisation et la numérisation du projet. Dans le cadre de ce projet, il assure l'intégration de l'aéroport international de Riga à Rail Baltica.

## Carrière politique
Kaspars Briškens est le cofondateur du Mouvement Pour !, un parti politique libéral. Il est élu membre du premier conseil du parti. Après avoir quitté ce parti, il rejoint le groupe d'experts apartisan « Plateforme PRO », qui devient un parti politique du nom de Les Progressistes. 
Pour les élections législatives de 2022, le parti désigne Kaspars Briškens comme son candidat pour le poste de Premier ministre en cas de victoire dans les urnes,. le parti ne réalise cependant pas un score suffisant et ne fait pas partie de l'accord de coalition.
Après la chute du gouvernement Kariņš, Evika Siliņa est chargée de former un nouveau gouvernement, qui repose sur une alliance incluant Les Progressistes. Kaspars Briškens est nommé ministre des Transports au sein du gouvernement Siliņa le 15 septembre 2023. Il occupe cette fonction jusqu'au 26 février 2025, lorsqu'il est remplacé par Atis Švinka à la faveur d'un remaniement ministériel.
Étant également député de la Saeima, il devient ensuite, en mars 2025, président de sa commission chargée des affaires économiques, agricoles, environnementales et de la politique régionale.